# Gagnac-sur-Garonne
Gagnac-sur-Garonne (okzitanisch Ganhac de Garona) ist eine französische Gemeinde im Département Haute-Garonne in der Region Okzitanien. Sie gehört zum Arrondissement Toulouse und zum Kanton Castelginest. Die 3.223 Einwohner (Stand: 1. Januar 2022) werden Gagnacais(es) genannt.

## Geografie
Gagnac-sur-Garonne liegt als banlieue wenige Kilometer nördlich von Toulouse an der Garonne. An der westlichen Gemeindegrenze mündet der Nebenfluss Aussonnelle. Umgeben wird Gagnac-sur-Garonne von den Nachbargemeinden Saint-Jory im Norden, Lespinasse im Osten und Nordosten, Fenouillet im Süden und Südosten, Seilh im Westen und Südwesten sowie Merville im Nordwesten.

## Bevölkerungsentwicklung
| Jahr                      | 1962 | 1968 | 1975 | 1982 | 1990 | 1999 | 2006 | 2017 |
| Einwohner                 | 463  | 557  | 813  | 1015 | 1324 | 1635 | 2540 | 3110 |
| Quelle: Cassini und INSEE |      |      |      |      |      |      |      |      |

## Sehenswürdigkeiten

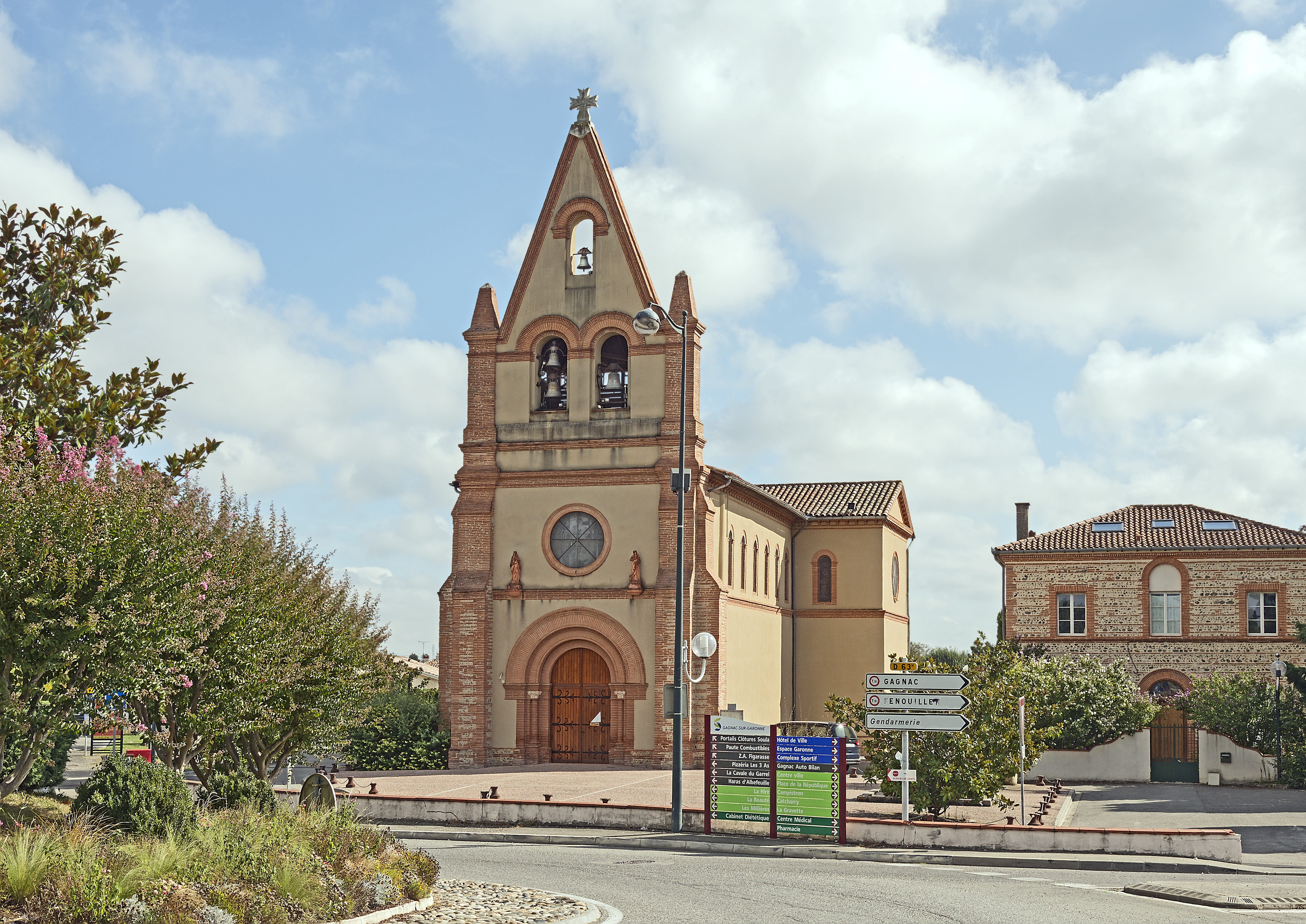
Kirche Notre-Dame

- Kirche Notre-Dame aus dem 19. Jahrhundert
- Schloss Gagnac
- Schloss Novital
- Promenaden an der Garonne